# Palmarès des Championnats du monde juniors de ski alpin
Les Championnats du monde juniors de ski alpin sont une compétition annuelle de ski alpin créées en 1982.
La liste des Champions du monde juniors de ski alpin répertorie tous les vainqueurs ainsi que les deuxième et troisième places des Championnats du monde juniors de ski alpin annuels, ventilés par sexe et par compétitions individuelles. Les résultats des 1ers Championnats du monde juniors de ski alpin en 1982 jusqu'à nos jours ont été pris en compte. 

## Palmarès

### Hommes
| Événement/Place                                                      | Événement/Place | Champion                                        | Deuxième                                       | Troisième                                        |
| 1982 Auron, France                                                   | Descente        | Franck Piccard                                  | Harald Krenn                                   | Guido Hinterseer                                 |
| 1982 Auron, France                                                   | Géant           | Günther Mader                                   | Guido Hinterseer                               | Johan Wallner                                    |
| 1982 Auron, France                                                   | Slalom          | Johan Wallner                                   | Oswald Tötsch                                  | Guido Hinterseer                                 |
| 1982 Auron, France                                                   | Combiné         | Guido Hinterseer                                | Jürgen Grabher                                 | Tomaž Čižman                                     |
| 1983 Sestrières, Italie                                              | Descente        | Luc Alphand                                     | Günther Schwaiger                              | Siegfried Stürzenbecher                          |
| 1983 Sestrières, Italie                                              | Géant           | Johan Wallner                                   | Magnus Berg                                    | Rok Petrovič                                     |
| 1983 Sestrières, Italie                                              | Slalom          | Rok Petrovič                                    | Magnus Berg                                    | Leonid Melnikov                                  |
| 1983 Sestrières, Italie                                              | Combiné         | Leonid Melnikov                                 | Luc Alphand                                    | Tomaž Čižman                                     |
| 1984 Sugarloaf (en), États-Unis                                      | Descente        | Denis Rey                                       | Graham Bell                                    | Didier Paget                                     |
| 1984 Sugarloaf (en), États-Unis                                      | Géant           | Rudolf Nierlich                                 | Helmut Mayer                                   | Luca Pesando (it)                                |
| 1984 Sugarloaf (en), États-Unis                                      | Slalom          | Atsushi Ito                                     | Sašo Robič (en)                                | Finn Christian Jagge                             |
| 1984 Sugarloaf (en), États-Unis                                      | Combiné         | Walter Hofer (de)                               | Luca Pesando (it)                              | Finn Christian Jagge                             |
| 1985 Jasná, Tchécoslovaquie                                          | Descente        | Giorgio Piantanida                              | Hans-Jörg Tauscher                             | Patrick Ortlieb                                  |
| 1985 Jasná, Tchécoslovaquie                                          | Géant           | Robert Zan                                      | Bernd Stöhrmann                                | Johan Hofer                                      |
| 1985 Jasná, Tchécoslovaquie                                          | Slalom          | Rainer Salzgeber                                | Saso Robič                                     | Paul Accola                                      |
| 1986 Bad Kleinkirchheim, Autriche                                    | Descente        | William Besse                                   | Andreas Evers                                  | Roman Siess                                      |
| 1986 Bad Kleinkirchheim, Autriche                                    | Géant           | Konrad Kurt Ladstatter                          | Anders Lundqvist                               | Richard Kröll                                    |
| 1986 Bad Kleinkirchheim, Autriche                                    | Slalom          | Anders Lundqvist                                | Richard Kröll                                  | Peter Wirnsberger II                             |
| 1986 Bad Kleinkirchheim, Autriche                                    | Combiné         | Peter Wirnsberger II                            | Richard Kröll                                  | Peter Runggaldier                                |
| 1987 Sälen, Suède Hemsedal, Norvège                                  | Descente        | Urs Lehmann                                     | Tommy Moe                                      | Wolfgang Erharter                                |
| 1987 Sälen, Suède Hemsedal, Norvège                                  | Géant           | Thomas Wolf                                     | Wolfgang Erharter                              | Adrian Bires                                     |
| 1987 Sälen, Suède Hemsedal, Norvège                                  | Slalom          | Roger Pramotton                                 | Michael von Grünigen                           | Adrian Bires                                     |
| 1988 Madonna di Campiglio, Italie                                    | Descente        | Kaspar Gilgenrainer                             | Wolfgang Grassl                                | Peter Rzehak                                     |
| 1988 Madonna di Campiglio, Italie                                    | Super G         | Jeremy Nobis                                    | Sergio Bergamelli                              | Peter Rzehak                                     |
| 1988 Madonna di Campiglio, Italie                                    | Géant           | Gregor Grilc                                    | Janne Leskinen                                 | Jeremy Nobis                                     |
| 1988 Madonna di Campiglio, Italie                                    | Slalom          | Stefan Schalamanov                              | Thomas Fogdö                                   | Max Ancenay                                      |
| 1988 Madonna di Campiglio, Italie                                    | Combiné         | Kostantin Christiakov                           | Max Ancenay                                    | Vlastimil Maxa                                   |
| 1989 Aleyska, États-Unis                                             | Descente        | Ed Podivinsky                                   | Daniel Brunner                                 | Paulo Oppliger                                   |
| 1989 Aleyska, États-Unis                                             | Super G         | Tommy Moe                                       | Alex Mair                                      | Matej Jovan                                      |
| 1989 Aleyska, États-Unis                                             | Géant           | Jeremy Nobis                                    | Peter Olsson                                   | Sergio Bergamelli                                |
| 1989 Aleyska, États-Unis                                             | Slalom          | Sergio Bergamelli                               | Gregor Grilc                                   | Alberto Senigagliesi                             |
| 1990 Zinal, Suisse                                                   | Descente        | Kjetil André Aamodt                             | Lasse Kjus                                     | Giovanni Feltrin                                 |
| 1990 Zinal, Suisse                                                   | Super G         | Kjetil André Aamodt                             | Norman Bergamelli                              | Lasse Kjus                                       |
| 1990 Zinal, Suisse                                                   | Géant           | Lasse Kjus                                      | Kjetil André Aamodt                            | Mitja Kunc                                       |
| 1990 Zinal, Suisse                                                   | Slalom          | Luigi Tacchini                                  | Kjetil André Aamodt                            | Lasse Kjus                                       |
| 1991 Geilo, Norvège                                                  | Descente        | Ivan Bormolini                                  | Ernesto de Matta                               | Karl Heinz Molling                               |
| 1991 Geilo, Norvège                                                  | Super G         | Jure Košir                                      | Christian Mayer                                | Bruno Kernen                                     |
| 1991 Geilo, Norvège                                                  | Géant           | Massimo Zuchelli                                | Gerhard Greber                                 | Franck Carmagnolle                               |
| 1991 Geilo, Norvège                                                  | Slalom          | Paul Casey Puckett                              | Sébastien Amiez                                | Andrea Zinsli                                    |
| 1991 Geilo, Norvège                                                  | Combiné         | Bruno Kernen                                    | Ivan Bormolini                                 | Christian Mayer                                  |
| 1992 Maribor, Slovénie                                               | Descente        | Michael Makar                                   | Josef Strobl                                   | Wolfgang Rieder                                  |
| 1992 Maribor, Slovénie                                               | Super G         | Tobias Hellman                                  | Josef Strobl                                   | Jürgen Hasler                                    |
| 1992 Maribor, Slovénie                                               | Géant           | Michel Stuffer                                  | Tobias Hellman                                 | Torbjoern Soegaard                               |
| 1992 Maribor, Slovénie                                               | Slalom          | Tobias Hellman                                  | Didier Plaschy                                 | Kilian Albrecht                                  |
| 1993 Montecampione, Italie                                           | Descente        | Gaëtan Llorach                                  | Josef Strobl                                   | Massimiliano Iezza                               |
| 1993 Montecampione, Italie                                           | Super G         | Massimiliano Iezza                              | Maurizio Feller                                | Josef Strobl                                     |
| 1993 Montecampione, Italie                                           | Géant           | Josef Strobl                                    | Joji Kawaguchi                                 | Frédéric Marin-Cudraz                            |
| 1993 Montecampione, Italie                                           | Slalom          | Chip Knight                                     | Gaëtan Llorach                                 | Joji Kawaguchi                                   |
| 1993 Montecampione, Italie                                           | Combiné         | Gaëtan Llorach                                  | Joji Kawaguchi                                 | Josef Strobl                                     |
| 1994 Lake Placid, États-Unis                                         | Descente        | Kevin Wert                                      | Vasilij Bezsmelnizin                           | Jason Rosener                                    |
| 1994 Lake Placid, États-Unis                                         | Super G         | Benjamin Melquiond                              | Andrey Filishkin                               | Frédéric Covili                                  |
| 1994 Lake Placid, États-Unis                                         | Géant           | Stefan Stankalla                                | Christian Pichler                              | Hans Petter Buraas                               |
| 1994 Lake Placid, États-Unis                                         | Slalom          | Frédéric Covili                                 | Chip Knight                                    | Christian Hutter                                 |
| 1994 Lake Placid, États-Unis                                         | Combiné         | Frédéric Covili                                 | Andreas Ertl                                   | Giorgio Rocca                                    |
| 1995 Voss, Norvège                                                   | Descente        | Kurt Sulzenbacher                               | Norbert Hozknecht                              | Paolo Lampredi                                   |
| 1995 Voss, Norvège                                                   | Géant           | Christoph Gruber                                | Marc Kuehni                                    | Jeff Piccard                                     |
| 1995 Voss, Norvège                                                   | Slalom          | Florian Seer                                    | Marco Casanova                                 | Albert Leichtfried                               |
| 1996 Schwytz, Suisse                                                 | Descente        | Ambrosi Hoffmann                                | Daniel Dorigo                                  | Claudio Dietrich                                 |
| 1996 Schwytz, Suisse                                                 | Super G         | Didier Défago                                   | Silvano Beltrametti                            | Pierre-Emmanuel Dalcin                           |
| 1996 Schwytz, Suisse                                                 | Géant           | Rainer Schönfelder                              | Daniel Uznik                                   | Didier Défago                                    |
| 1996 Schwytz, Suisse                                                 | Slalom          | Benjamin Raich                                  | Rainer Schönfelder                             | Brent McKinlay                                   |
| 1997 Schladming, Allemagne                                           | Descente        | Matteo Berbenni                                 | Silvano Beltrametti                            | Andreas Damstuen                                 |
| 1997 Schladming, Allemagne                                           | Super G         | Martin Stocker                                  | Harald Pachner                                 | Markus Larsson                                   |
| 1997 Schladming, Allemagne                                           | Géant           | Benjamin Raich                                  | Patrick Thaler                                 | Markus Larsson                                   |
| 1997 Schladming, Allemagne                                           | Slalom          | Mitja Dragšič                                   | Martin Stocker                                 | Florian Eckert                                   |
| 1998 Megeve, France                                                  | Descente        | Andreas Buder                                   | Matteo Berbenni                                | Scott Macartney                                  |
| 1998 Megeve, France                                                  | Super G         | Freddy Rech                                     | Andrej Jerman                                  | Konrad Hari                                      |
| 1998 Megeve, France                                                  | Géant           | Benjamin Raich                                  | Manfred Gstatter                               | Silvano Beltrametti                              |
| 1998 Megeve, France                                                  | Slalom          | Benjamin Raich                                  | Mario Matt                                     | Kurt Engl                                        |
| 1999 Pra Loup, France                                                | Descente        | Klaus Kröll                                     | Kurt Engl                                      | Thomas Graggaber                                 |
| 1999 Pra Loup, France                                                | Super G         | Manfred Gstatter                                | Freddy Rech                                    | Matteo Berbenni                                  |
| 1999 Pra Loup, France                                                | Géant           | Christoph Alster                                | Freddy Rech                                    | Mitja Dragšič                                    |
| 1999 Pra Loup, France                                                | Slalom          | Massimiliano Blardone                           | Kurt Engl                                      | Alexandre Anselmet                               |
| 2000 Mont Sainte-Anne, Canada                                        | Descente        | Thomas Graggaber                                | Klaus Kröll                                    | Martin Kraus                                     |
| 2000 Mont Sainte-Anne, Canada                                        | Super G         | Klaus Kröll                                     | Martin Kraus                                   | Hannes Reichelt                                  |
| 2000 Mont Sainte-Anne, Canada                                        | Géant           | Georg Streitberger                              | Bernard Vajdič                                 | Freddy Rech                                      |
| 2000 Mont Sainte-Anne, Canada                                        | Slalom          | Daniel Defago                                   | Matthias Lanzinger                             | Marco Sullivan                                   |
| 2001 Verbier, Suisse                                                 | Descente        | Thomas Graggaber                                | Silvan Zurbriggen                              | Christoph Kornberger                             |
| 2001 Verbier, Suisse                                                 | Super G         | Christoph Kornberger                            | Peter Struger                                  | Gauthier de Tessières                            |
| 2001 Verbier, Suisse                                                 | Géant           | Hannes Reiter                                   | Johann Grugger                                 | Peter Fill                                       |
| 2001 Verbier, Suisse                                                 | Slalom          | Stefan Kogler                                   | Roman Groebmer                                 | Cristian Deville                                 |
| 2002 Tarvisio, Italie                                                | Descente        | Adam Cole                                       | Mario Scheiber                                 | Aksel Lund Svindal                               |
| 2002 Tarvisio, Italie                                                | Super G         | Peter Fill                                      | Peter Struger                                  | Aksel Lund Svindal                               |
| 2002 Tarvisio, Italie                                                | Slalom          | Steven Nyman                                    | Marc Berthod                                   | Aksel Lund Svindal                               |
| 2002 Tarvisio, Italie                                                | Combiné         | Aksel Lund Svindal                              | Steven Nyman                                   | Alexander Koll                                   |
| 2003 Briançonnais, France                                            | Descente        | Daniel Albrecht                                 | Sergeij Komarov                                | Marc Berthod                                     |
| 2003 Briançonnais, France                                            | Super G         | François Bourque                                | Sergeij Komarov                                | Mario Scheiber                                   |
| 2003 Briançonnais, France                                            | Géant           | Mario Scheiber                                  | Daniel Albrecht                                | Philipp Schörghofer                              |
| 2003 Briançonnais, France                                            | Slalom          | Marc Berthod                                    | Daniel Albrecht                                | Luca Senoner                                     |
| 2003 Briançonnais, France                                            | Combiné         | Daniel Albrecht                                 | Luca Senoner                                   | Christian Flaschberger                           |
| 2004 Maribor, Slovénie                                               | Descente        | Romed Baumann                                   | Silvano Varettoni                              | François Bourque                                 |
| 2004 Maribor, Slovénie                                               | Super G         | Hans Olsson                                     | Manuel Osborne-Paradis                         | François Bourque                                 |
| 2004 Maribor, Slovénie                                               | Géant           | Jeffrey Harrison                                | Kjetil Jansrud                                 | Fredrik Nordh                                    |
| 2004 Maribor, Slovénie                                               | Slalom          | Raphael Faessler                                | Ted Ligety                                     | Fredrik Nordh                                    |
| 2004 Maribor, Slovénie                                               | Combiné         | François Bourque                                | Fredrik Nordh                                  | Lars Myhre                                       |
| 2005 Bardonecchia, Italie                                            | Descente        | Rok Perko                                       | Christopher Beckmann                           | Erik Fisher                                      |
| 2005 Bardonecchia, Italie                                            | Super G         | Michael Gmeiner                                 | Rok Perko                                      | Gareth Sine                                      |
| 2005 Bardonecchia, Italie                                            | Géant           | Michael Gmeiner                                 | Florian Scheiber                               | Stefan Guay                                      |
| 2005 Bardonecchia, Italie                                            | Slalom          | Filip Trejbal                                   | Mattias Hargin                                 | Beat Feuz                                        |
| 2006 Région de Québec, Canada                                        | Descente        | Christopher Beckmann                            | Romed Baumann                                  | Stefan Guay                                      |
| 2006 Région de Québec, Canada                                        | Super G         | Michael Sablatnik                               | Gasper Markic                                  | Andrew Weibrecht                                 |
| 2006 Région de Québec, Canada                                        | Géant           | Stefan Guay                                     | Petteri Kantola                                | Carlo Janka                                      |
| 2006 Région de Québec, Canada                                        | Slalom          | Mikkel Bjoerge                                  | Romed Baumann                                  | Sandro Viletta                                   |
| 2007 Altenmarkt, Autriche                                            | Descente        | Beat Feuz                                       | Matts Olsson                                   | Bernhard Graf                                    |
| 2007 Altenmarkt, Autriche                                            | Super G         | Beat Feuz                                       | Joachim Puchner                                | Bernhard Graf                                    |
| 2007 Altenmarkt, Autriche                                            | Géant           | Marcel Hirscher                                 | Marcus Sandell                                 | Matts Olsson                                     |
| 2007 Altenmarkt, Autriche                                            | Slalom          | Matic Skube                                     | Marcel Hirscher                                | Beat Feuz                                        |
| 2008 Formigal, Espagne                                               | Descente        | Hagen Patscheider                               | Eian Sandvik                                   | Jonas Fravi                                      |
| 2008 Formigal, Espagne                                               | Super G         | Andreas Sander                                  | Matthias Mayer                                 | Björn Sieber                                     |
| 2008 Formigal, Espagne                                               | Géant           | Marcel Hirscher                                 | Markus Nilsen                                  | Matts Olsson                                     |
| 2008 Formigal, Espagne                                               | Slalom          | Marcel Hirscher                                 | Jacopo di Ronco                                | Tomoya Ishii Kristian Haug                       |
| 2008 Formigal, Espagne                                               | Combiné         | Matts Olsson                                    | Kristian Haug                                  | Hagen Patscheider                                |
| 2009 Garmisch, Allemagne                                             | Descente        | Andy Plank                                      | Dominik Paris                                  | Andreas Romar                                    |
| 2009 Garmisch, Allemagne                                             | Super G         | Manuel Kramer                                   | Marcel Hirscher                                | Dominik Paris                                    |
| 2009 Garmisch, Allemagne                                             | Géant           | Alexis Pinturault                               | Björn Sieber                                   | Marcel Hirscher                                  |
| 2009 Garmisch, Allemagne                                             | Slalom          | Jesper Riis-Johannessen                         | Tommy Ford                                     | Nolan Kasper                                     |
| 2009 Garmisch, Allemagne                                             | Combiné         | Sepp Gerber                                     | Dominik Paris                                  | Giovanni Borsotti                                |
| 2010 Mont-Blanc, France                                              | Descente        | Mattia Casse                                    | Frederic Berthold                              | Boštjan Kline                                    |
| 2010 Mont-Blanc, France                                              | Super G         | Maxence Muzaton                                 | Espen Lysdahl                                  | Mattia Casse                                     |
| 2010 Mont-Blanc, France                                              | Géant           | Mathieu Faivre                                  | Stefan Luitz                                   | Espen Lysdahl                                    |
| 2010 Mont-Blanc, France                                              | Slalom          | Reto Schmidiger                                 | Lukas Tippelreither                            | Sergei Maitakov                                  |
| 2010 Mont-Blanc, France                                              | Combiné         | Colby Granstorm                                 | Jacopo Di Ronco                                | Kelby Halbert                                    |
| 2011 Crans-Montana, Suisse                                           | Descente        | Boštjan Kline                                   | Frederic Berthold                              | Otmar Striedinger                                |
| 2011 Crans-Montana, Suisse                                           | Super G         | Boštjan Kline                                   | Frederic Berthold                              | Justin Murisier                                  |
| 2011 Crans-Montana, Suisse                                           | Géant           | Alexis Pinturault                               | Vincent Kriechmayr                             | Mathieu Faivre                                   |
| 2011 Crans-Montana, Suisse                                           | Slalom          | Reto Schmidiger                                 | Justin Murisier                                | Mathias Rolland                                  |
| 2011 Crans-Montana, Suisse                                           | Combiné         | Reto Schmidiger                                 | Justin Murisier                                | Philip Brown                                     |
| 2012 Roccaraso, Italie                                               | Descente        | Ryan Cochran-Siegle                             | Ralph Weber                                    | Nils Mani                                        |
| 2012 Roccaraso, Italie                                               | Super G         | Ralph Weber                                     | Nils Mani                                      | Johannes Strolz                                  |
| 2012 Roccaraso, Italie                                               | Géant           | Henrik Kristoffersen                            | Thomas Dreßen                                  | Žan Kranjec                                      |
| 2012 Roccaraso, Italie                                               | Slalom          | Santeri Paloniemi                               | Henrik Kristoffersen                           | Reto Schmidiger                                  |
| 2012 Roccaraso, Italie                                               | Combiné         | Ryan Cochran-Siegle                             | Henrik Kristoffersen                           | Žan Kranjec                                      |
| 2013 Région de Québec, Canada                                        | Descente        | Nils Mani                                       | Thomas Mayrpeter                               | Valentin Giraud Moine                            |
| 2013 Région de Québec, Canada                                        | Super G         | Thomas Mayrpeter                                | Nils Mani                                      | Adrian Smiseth Sejersted                         |
| 2013 Région de Québec, Canada                                        | Géant           | Aleksander Aamodt Kilde                         | Alex Zingerle                                  | Žan Kranjec                                      |
| 2013 Région de Québec, Canada                                        | Slalom          | Manuel Feller                                   | Ramon Zenhäusern                               | Santeri Paloniemi                                |
| 2013 Région de Québec, Canada                                        | Combiné         | Henrik Kristoffersen                            | Gino Caviezel                                  | Endre Bjertness                                  |
| 2014 Jasná, Slovaquie                                                | Descente        | Adrian Smiseth Sejersted                        | Thomas Dreßen                                  | Marco Schwarz                                    |
| 2014 Jasná, Slovaquie                                                | Super G         | Marco Schwarz                                   | Daniel Danklmaier                              | Matteo De Vettori                                |
| 2014 Jasná, Slovaquie                                                | Géant           | Henrik Kristoffersen                            | Marcus Monsen                                  | Rasmus Windingstad                               |
| 2014 Jasná, Slovaquie                                                | Slalom          | Henrik Kristoffersen                            | Luca Aerni                                     | Daniel Yule                                      |
| 2014 Jasná, Slovaquie                                                | Combiné         | Matteo De Vettori                               | Adrian Smiseth Sejersted                       | Marcus Monsen                                    |
| 2015 Hafjell, Norvège                                                | Descente        | Henri Battilani                                 | Marcus Monsen                                  | Niels Hintermann                                 |
| 2015 Hafjell, Norvège                                                | Super G         | Miha Hrobat                                     | Štefan Hadalin                                 | Loïc Meillard                                    |
| 2015 Hafjell, Norvège                                                | Géant           | Henrik Kristoffersen                            | Loïc Meillard                                  | Marcus Monsen                                    |
| 2015 Hafjell, Norvège                                                | Slalom          | Henrik Kristoffersen                            | Marco Schwarz                                  | AJ Ginnis                                        |
| 2015 Hafjell, Norvège                                                | Combiné         | Loïc Meillard                                   | Štefan Hadalin                                 | Miha Hrobat                                      |
| 2016 Sotchi, Russie                                                  | Descente        | Erik Arvidsson                                  | Stefan Babinsky                                | Victor Schuller                                  |
| 2016 Sotchi, Russie                                                  | Super G         | Matthieu Bailet                                 | James Crawford                                 | Marco Odermatt                                   |
| 2016 Sotchi, Russie                                                  | Géant           | Marco Odermatt                                  | Élie Gateau                                    | Maximilian Lahnsteiner                           |
| 2016 Sotchi, Russie                                                  | Slalom          | Istok Rodeš                                     | Frederik Norys                                 | Elias Kolega                                     |
| 2016 Sotchi, Russie                                                  | Combiné         | Štefan Hadalin                                  | Marcus Monsen                                  | Istok Rodeš                                      |
| 2017 Åre, Suède                                                      | Descente        | Sam Morse                                       | Alexander Prast                                | Raphael Haaser                                   |
| 2017 Åre, Suède                                                      | Super G         | Nils Alphand                                    | Raphael Haaser                                 | Semyel Bissig                                    |
| 2017 Åre, Suède                                                      | Géant           | Loïc Meillard                                   | Timon Haugan                                   | Victor Guillot                                   |
| 2017 Åre, Suède                                                      | Slalom          | Adrian Pertl                                    | Bjoern Brudevoll                               | Simon Efimov                                     |
| 2017 Åre, Suède                                                      | Combiné         | Loïc Meillard                                   | River Radamus                                  | Georg Hegele                                     |
| 2018 Davos, Suisse                                                   | Descente        | Marco Odermatt                                  | Sam Mulligan                                   | Lars Rösti                                       |
| 2018 Davos, Suisse                                                   | Super G         | Marco Odermatt                                  | River Radamus                                  | Luke Winters                                     |
| 2018 Davos, Suisse                                                   | Géant           | Marco Odermatt                                  | Fabio Gstrein                                  | Albert Popov                                     |
| 2018 Davos, Suisse                                                   | Slalom          | Clément Noël                                    | Alex Vinatzer                                  | Joachim Jagge Lindstøl                           |
| 2018 Davos, Suisse                                                   | Combiné         | Marco Odermatt                                  | Semyel Bissig                                  | Raphael Haaser                                   |
| 2019 Val di Fassa, Italie                                            | Descente        | Lars Rösti                                      | Julian Schütter                                | Manuel Traninger                                 |
| 2019 Val di Fassa, Italie                                            | Super G         | River Radamus                                   | Lucas Braathen                                 | Florian Loriot                                   |
| 2019 Val di Fassa, Italie                                            | Géant           | River Radamus                                   | Tobias Kastlunger                              | Sam Maes                                         |
| 2019 Val di Fassa, Italie                                            | Slalom          | Alex Vinatzer                                   | Benjamin Ritchie                               | Sam Maes                                         |
| 2019 Val di Fassa, Italie                                            | Combiné         | Tobias Hedström                                 | Atle Lie McGrath                               | Lucas Braathen                                   |
| 2020 Narvik, Norvège                                                 | Descente        | Alexis Monney                                   | Simon Talacci                                  | Stefan Rieser                                    |
| 2020 Narvik, Norvège                                                 | Super G         | Stefan Rieser                                   | Armin Dornauer                                 | Yannick Chabloz                                  |
| 2020 Narvik, Norvège                                                 | Géant           | annulé                                          | annulé                                         | annulé                                           |
| 2020 Narvik, Norvège                                                 | Slalom          | annulé                                          | annulé                                         | annulé                                           |
| 2020 Narvik, Norvège                                                 | Combiné         | annulé                                          | annulé                                         | annulé                                           |
| 2021 Bansko, Bulgarie                                                | Descente        | annulée                                         | annulée                                        | annulée                                          |
| 2021 Bansko, Bulgarie                                                | Super G         | Giovanni Franzoni                               | Lukas Feurstein                                | Gaël Zulauf                                      |
| 2021 Bansko, Bulgarie                                                | Géant           | Lukas Feurstein                                 | Giovanni Franzoni                              | Kaspar Kindem                                    |
| 2021 Bansko, Bulgarie                                                | Slalom          | Benjamin Ritchie                                | Fadri Janutin                                  | Joshua Sturm                                     |
| 2021 Bansko, Bulgarie                                                | Combiné         | annulé                                          | annulé                                         | annulé                                           |
| 2022 Panorama Mountain (en), Canada                                  | Descente        | Giovanni Franzoni                               | Franjo von Allmen                              | Luis Vogt                                        |
| 2022 Panorama Mountain (en), Canada                                  | Super G         | Isaiah Nelson                                   | Franjo von Allmen                              | Giovanni Franzoni                                |
| 2022 Panorama Mountain (en), Canada                                  | Géant           | Alexander Steen Olsen                           | Filippo Della Vite                             | Lukas Passrugger                                 |
| 2022 Panorama Mountain (en), Canada                                  | Slalom          | Alexander Steen Olsen                           | Fabian Ax Swartz                               | Linus Witte                                      |
| 2022 Panorama Mountain (en), Canada                                  | Combiné         | Giovanni Franzoni                               | Franjo von Allmen Marco Abbruzzese             | -                                                |
| 2023 Saint-Anton, Autriche                                           | Descente        | Rok Ažnoh                                       | Alban Elezi Cannaferina                        | Livio Hiltbrand                                  |
| 2023 Saint-Anton, Autriche                                           | Super G         | Livio Hiltbrand                                 | Lenz Hächler                                   | Vincent Wieser                                   |
| 2023 Saint-Anton, Autriche                                           | Géant           | Alban Elezi Cannaferina                         | Eduard Hallberg                                | Oscar Andreas Sandvik                            |
| 2023 Saint-Anton, Autriche                                           | Slalom          | Corrado Barbera                                 | Adam Hofstedt                                  | Antoine Azzolin                                  |
| 2023 Saint-Anton, Autriche                                           | Combiné         | Italie Corrado Barbera Marco Abbruzzese         | Allemagne Nicko Palamaras Luis Vogt            | Autriche Jakob Greber Vincent Wieser             |
| 2024 Châtel, Saint-Jean-d'Aulps, Morzine-Avoriaz et les Gets, France | Descente        | Livio Hiltbrand (it)                            | Gregorio Bernardi (it)                         | Max Perathoner (it)                              |
| 2024 Châtel, Saint-Jean-d'Aulps, Morzine-Avoriaz et les Gets, France | Super G         | Max Perathoner (it)                             | Ander Mintegui (it)                            | Livio Hiltbrand (it)                             |
| 2024 Châtel, Saint-Jean-d'Aulps, Morzine-Avoriaz et les Gets, France | Géant           | Ryder Sarchett (it)                             | Alban Elezi Cannaferina                        | Fabian Ax Swartz (it)                            |
| 2024 Châtel, Saint-Jean-d'Aulps, Morzine-Avoriaz et les Gets, France | Slalom          | Lenz Hächler (it)                               | Moritz Zudrell (de)                            | Hans Grahl-Madsen (no)                           |
| 2024 Châtel, Saint-Jean-d'Aulps, Morzine-Avoriaz et les Gets, France | Combiné         | Italie Max Perathoner (it) Edoardo Sarraco (it) | France Alban Elezi Cannaferina Antoine Azzolin | Autriche Moritz Zudrell (de) Jakob Greber (it)   |
| 2025 Tarvisio, Italie                                                | Descente        | Felix Rösle                                     | Philipp Kälin (it)                             | Matthias Fernsebner                              |
| 2025 Tarvisio, Italie                                                | Super G         | Benno Brandis (it)                              | Sandro Manser (it)                             | Matthias Fernsebner (it)                         |
| 2025 Tarvisio, Italie                                                | Géant           | Flavio Vitale                                   | Rasmus Bakkevig (it)                           | Fabian Ax Swartz (it)                            |
| 2025 Tarvisio, Italie                                                | Slalom          | Theodor Braekken (it)                           | Gustav Wissting (it)                           | Luca Carrick-Smith                               |
| 2025 Tarvisio, Italie                                                | Combiné         | France Thomas Chaix Jonas Skabar (it)           | Suisse Gabin Janet (it) Jack Spencer (it)      | États-Unis Hunter Salani (it) Stanley Buzek (it) |

### Femmes
| Événement/Place                     | Événement/Place | Champion                                          | Deuxième                                          | Troisième                                          |
| 1982 Auron, France                  | Descente        | Catherine Quittet                                 | Chantal Hudry                                     | Carole Merle                                       |
| 1982 Auron, France                  | Géant           | Michaela Gerg                                     | Anja Leskovšek                                    | Linda Rochetti                                     |
| 1982 Auron, France                  | Slalom          | Anja Leskovšek                                    | Monika Hess                                       | Alexandra Probst                                   |
| 1982 Auron, France                  | Combiné         | Paoletta Magoni                                   | Sylvia Eder                                       | Linda Rochetti                                     |
| 1983 Sestrières, Italie             | Descente        | Marina Kiehl                                      | Michaela Gerg                                     | Katrin Gutensohn                                   |
| 1983 Sestrières, Italie             | Géant           | Michaela Gerg                                     | Helene Barbier                                    | Michela Figini                                     |
| 1983 Sestrières, Italie             | Slalom          | Fulvia Stevenin                                   | Alexandra Marasova                                | Ida Ladstätter                                     |
| 1984 Sugarloaf (en), États-Unis     | Descente        | Veronika Stallmaier                               | Hélène Barbier                                    | Heidi Zeller-Bähler                                |
| 1984 Sugarloaf (en), États-Unis     | Géant           | Mateja Svet                                       | Diann Roffe Steinrotter                           | Veronika Šarec                                     |
| 1984 Sugarloaf (en), États-Unis     | Slalom          | Monika Maierhofer                                 | Nicole Merighetti                                 | Veronika Šarec                                     |
| 1984 Sugarloaf (en), États-Unis     | Combiné         | Veronika Stallmaier                               | Hélène Barbier                                    | Chantal Bournissen                                 |
| 1985 Jasna, Tchécoslovaquie         | Descente        | Astrid Geisler                                    | Heidi Zurbriggen                                  | Chantal Bournissen                                 |
| 1985 Jasna, Tchécoslovaquie         | Géant           | Anita Wachter                                     | Heidi Zurbriggen                                  | Katja Lesjak                                       |
| 1985 Jasna, Tchécoslovaquie         | Slalom          | Anita Wachter                                     | Heidi Zurbriggen                                  | Chantal Bournissen                                 |
| 1986 Bad Kleinkirchheim, Autriche   | Descente        | Hilary Lindh                                      | Astrid Geisler                                    | Deborah Compagnoni                                 |
| 1986 Bad Kleinkirchheim, Autriche   | Géant           | Lucia Medzihradská                                | Birgit Eder                                       | Annick Chappot                                     |
| 1986 Bad Kleinkirchheim, Autriche   | Slalom          | Christa Hartmann                                  | Lucia Medzihradská                                | Birgit Eder                                        |
| 1987 Sälen, Suède Hemsedal, Norvège | Descente        | Marika Daxer                                      | Sabine Ginther                                    | Deborah Compagnoni                                 |
| 1987 Sälen, Suède Hemsedal, Norvège | Géant           | Deborah Compagnoni                                | Petra Kronberger                                  | Olga Kurdachenko                                   |
| 1987 Sälen, Suède Hemsedal, Norvège | Slalom          | Ingrid Stöckl                                     | Heidi Voelker                                     | Kimberly Schmidinger                               |
| 1987 Sälen, Suède Hemsedal, Norvège | Combiné         | Sabine Ginther                                    | Olga Kurdachenko                                  | Carola Spatschil                                   |
| 1988 Madonna di Campiglio, Italie   | Descente        | Andrea Schwarzenberger                            | Sabine Ginther                                    | Ulla Lodzinja                                      |
| 1988 Madonna di Campiglio, Italie   | Super G         | Sabine Ginther                                    | Andrea Schwarzenberger                            | Aline Mandrillon                                   |
| 1988 Madonna di Campiglio, Italie   | Géant           | Sabine Ginther                                    | Bibiana Perez                                     | Elfi Eder                                          |
| 1988 Madonna di Campiglio, Italie   | Slalom          | Renate Oberhofer                                  | Tanis Hunt                                        | Raymonde Ansanay                                   |
| 1988 Madonna di Campiglio, Italie   | Combiné         | Sabine Ginther                                    | Krista Schmidinger                                | Raymonde Ansanay                                   |
| 1989 Aleyska, États-Unis            | Descente        | Sabine Ginther                                    | Monika Kogler                                     | Anja Haas                                          |
| 1989 Aleyska, États-Unis            | Super G         | Sabine Ginther                                    | Katja Seizinger                                   | Julie Parisien                                     |
| 1989 Aleyska, États-Unis            | Géant           | Kimberly Schmidinger                              | Krista Schmidinger                                | Katja Seizinger                                    |
| 1989 Aleyska, États-Unis            | Slalom          | Gabriela Zingre                                   | Gibson la Fountaine                               | Manuela Lieb                                       |
| 1990 Zinal, Suisse                  | Descente        | Svetlana Gladishiva                               | Katja Seizinger                                   | Warwara Zelenskaja                                 |
| 1990 Zinal, Suisse                  | Super G         | Katja Seizinger                                   | Svetlana Gladishiva                               | Martina Osterried                                  |
| 1990 Zinal, Suisse                  | Géant           | Manuela Umele                                     | Katja Seizinger                                   | Andrea Raffeiner                                   |
| 1990 Zinal, Suisse                  | Slalom          | Katrin Neuenschwander                             | Anouk Barnier                                     | Annelise Coberger                                  |
| 1991 Geilo, Norvège                 | Descente        | Céline Dätwyler                                   | Cornelia Meusburger                               | Karine Allard                                      |
| 1991 Geilo, Norvège                 | Super G         | Julie Lunde Hansen                                | Isabel Picenoni                                   | Karine Allard                                      |
| 1991 Geilo, Norvège                 | Géant           | Sabina Panzanini                                  | Barbara Brlec                                     | Martina Ertl                                       |
| 1991 Geilo, Norvège                 | Slalom          | Urška Hrovat                                      | Morena Gallizio                                   | Sabina Panzanini                                   |
| 1991 Geilo, Norvège                 | Combiné         | Cornelia Meusburger                               | Urška Hrovat                                      | Martina Ertl                                       |
| 1992 Maribor, Slovénie              | Descente        | Céline Dätwyler                                   | Alexandra Meissnitzer                             | Svetlana Novikova                                  |
| 1992 Maribor, Slovénie              | Super G         | Regina Häusl                                      | Morena Gallizio                                   | Alexandra Meissnitzer                              |
| 1992 Maribor, Slovénie              | Géant           | Regina Häusl                                      | Špela Pretnar                                     | Lea Ribaric                                        |
| 1992 Maribor, Slovénie              | Slalom          | Urška Hrovat                                      | Christel Pascal                                   | Edith Rozsa                                        |
| 1992 Maribor, Slovénie              | Combiné         | Erika Hansson                                     | Mojca Suhadolc                                    | Špela Pretnar                                      |
| 1993 Montecampione, Italie          | Super G         | Isolde Kostner                                    | Madlen Summermatter                               | Alessandra Merlin                                  |
| 1993 Montecampione, Italie          | Géant           | Karin Roten                                       | Morena Gallizio                                   | Christiane Mitterwallner                           |
| 1993 Montecampione, Italie          | Slalom          | Morena Gallizio                                   | Renate Götschl                                    | Urška Hrovat                                       |
| 1993 Montecampione, Italie          | Combiné         | Morena Gallizio                                   | Barbara Raggl                                     | Mélanie Turgeon                                    |
| 1994 Lake Placid, États-Unis        | Descente        | Mélanie Suchet                                    | Annemarie Gerg                                    | Mélanie Turgeon                                    |
| 1994 Lake Placid, États-Unis        | Super G         | Hilde Gerg                                        | Mélanie Turgeon                                   | Annemarie Gerg                                     |
| 1994 Lake Placid, États-Unis        | Géant           | Mélanie Turgeon                                   | Karin Roten                                       | Barbara Raggl                                      |
| 1994 Lake Placid, États-Unis        | Slalom          | Laure Pequegnot                                   | Barbara Raggl                                     | Mélanie Turgeon                                    |
| 1994 Lake Placid, États-Unis        | Combiné         | Mélanie Turgeon                                   | Barbara Raggl                                     | Sibylle Brauner                                    |
| 1995 Voss, Norvège                  | Descente        | Sylviane Berthod                                  | Cecilie Hagen Larsen                              | Elisabeth Brandner                                 |
| 1995 Voss, Norvège                  | Géant           | Karin Roten                                       | Sandra Hälldahl                                   | Catherine Borghi                                   |
| 1995 Voss, Norvège                  | Slalom          | Marlies Oester                                    | Karin Roten                                       | Cecilie Hagen Larsen                               |
| 1996 Schwytz, Suisse                | Descente        | Selina Heregger                                   | Sylviane Berthod                                  | Eveline Rohregger                                  |
| 1996 Schwytz, Suisse                | Super G         | Sylviane Berthod                                  | Katarina Breznik                                  | Elisabeth Brandner                                 |
| 1996 Schwytz, Suisse                | Géant           | Karen Putzer                                      | Selina Heregger                                   | Katarina Breznik                                   |
| 1996 Schwytz, Suisse                | Slalom          | Sandra Hälldahl                                   | Monika Bergmann                                   | Sabine Egger                                       |
| 1997 Schladming, Allemagne          | Descente        | Monika Bergmann                                   | Karin Blaser                                      | Nadia Styger                                       |
| 1997 Schladming, Allemagne          | Super G         | Karen Putzer                                      | Karin Blaser                                      | Tanja Poutiainen                                   |
| 1997 Schladming, Allemagne          | Géant           | Karen Putzer                                      | Ingrid Jacquemod                                  | Antonella Marquis                                  |
| 1997 Schladming, Allemagne          | Slalom          | Tanja Poutiainen                                  | Sarah Schleper                                    | Pia Kaehkoe                                        |
| 1998 Megeve, France                 | Descente        | Martina Lechner                                   | Jonna Mendes                                      | Ingrid Jacquemod                                   |
| 1998 Megeve, France                 | Super G         | Martina Lechner                                   | Kerstin Reisenhofer                               | Janica Kostelić                                    |
| 1998 Megeve, France                 | Géant           | Anja Pärson                                       | Ingrid Jacquemod                                  | Lucie Hrstkova                                     |
| 1998 Megeve, France                 | Slalom          | Stefanie Wolf                                     | Monika Bergmann                                   | Anja Pärson                                        |
| 1999 Pra Loup, France               | Descente        | Kerstin Reisenhofer                               | Jonna Mendes                                      | Alison Powers                                      |
| 1999 Pra Loup, France               | Super G         | Karin Blaser                                      | Silvia Berger                                     | Kerstin Reisenhofer                                |
| 1999 Pra Loup, France               | Géant           | Denise Karbon                                     | Silvia Berger                                     | Tanja Poutiainen                                   |
| 1999 Pra Loup, France               | Slalom          | Anja Pärson                                       | Stefanie Wolf                                     | Elisabeth Görgl                                    |
| 2000 Mont Sainte-Anne, Canada       | Descente        | Fränzi Aufdenblatten                              | Lucia Recchia                                     | Christine Sponring                                 |
| 2000 Mont Sainte-Anne, Canada       | Super G         | Kathrin Wilhelm                                   | Ingrid Rumpfhuber                                 | Anja Pärson                                        |
| 2000 Mont Sainte-Anne, Canada       | Géant           | Anja Pärson                                       | Carolina Ruiz Castillo                            | Petra Knor                                         |
| 2000 Mont Sainte-Anne, Canada       | Slalom          | Anja Pärson                                       | Emily Brydon                                      | Ammi Pezzedi                                       |
| 2001 Verbier, Suisse                | Descente        | Astrid Vierthaler                                 | Maria Holaus                                      | Maria Riesch                                       |
| 2001 Verbier, Suisse                | Super G         | Kathrin Wilhelm                                   | Maria Riesch                                      | Martina Schild                                     |
| 2001 Verbier, Suisse                | Géant           | Fränzi Aufdenblatten                              | Lucie Hrstkova                                    | Carolina Ruiz Castillo                             |
| 2001 Verbier, Suisse                | Slalom          | Christine Sponring                                | Maia Barmettler                                   | Emmi Pezzedi                                       |
| 2002 Tarvisio, Italie               | Descente        | Julia Mancuso                                     | Astrid Vierthaler                                 | Nicole Hosp                                        |
| 2002 Tarvisio, Italie               | Super G         | Maria Riesch                                      | Daniela Mueller                                   | Kelly Vanderbeek                                   |
| 2002 Tarvisio, Italie               | Géant           | Julia Mancuso                                     | Jessica Kelley                                    | Florence Roujas                                    |
| 2002 Tarvisio, Italie               | Slalom          | Veronika Zuzulová                                 | Maria Riesch                                      | Sandra Gini                                        |
| 2002 Tarvisio, Italie               | Combiné         | Julia Mancuso                                     | Tanya Bühler                                      | Daniela Müller                                     |
| 2003 Briançonnais, France           | Descente        | Tamara Wolf                                       | Lindsey Kildow                                    | Julia Mancuso                                      |
| 2003 Briançonnais, France           | Super G         | Julia Mancuso                                     | Brigitte Acton                                    | Kelly Vanderbeek                                   |
| 2003 Briançonnais, France           | Géant           | Jessica Lindell-Vikarby                           | Lene Løseth                                       | Maria Riesch                                       |
| 2003 Briançonnais, France           | Slalom          | Michaela Kirchgasser                              | Ana Jelušić                                       | Resi Stiegler                                      |
| 2003 Briançonnais, France           | Combiné         | Maria Riesch                                      | Michaela Kirchgasser                              | Resi Stiegler                                      |
| 2004 Maribor, Slovénie              | Descente        | Maria Riesch                                      | Lindsey Kildow                                    | Daniela Mueller                                    |
| 2004 Maribor, Slovénie              | Super G         | Nadia Fanchini                                    | Andrea Fischbacher                                | Julia Mancuso                                      |
| 2004 Maribor, Slovénie              | Géant           | Maria Riesch                                      | Jessica Walter                                    | Lindsey Kildow                                     |
| 2004 Maribor, Slovénie              | Slalom          | Kathrin Zettel                                    | Nika Fleiss                                       | Šárka Záhrobská                                    |
| 2004 Maribor, Slovénie              | Combiné         | Julia Mancuso                                     | Kathrin Zettel                                    | Šárka Záhrobská                                    |
| 2005 Bardonecchia, Italie           | Descente        | Nadia Fanchini                                    | Elena Fanchini                                    | Kathrin Triendl                                    |
| 2005 Bardonecchia, Italie           | Super G         | Andrea Fischbacher                                | Nadia Fanchini                                    | Elena Fanchini                                     |
| 2005 Bardonecchia, Italie           | Géant           | Nadia Fanchini                                    | Brigitte Acton                                    | Michaela Kirchgasser                               |
| 2005 Bardonecchia, Italie           | Slalom          | Šárka Záhrobská                                   | Kathrin Zettel                                    | Ana Jelušić                                        |
| 2006 Région de Québec, Canada       | Descente        | Marianne Abderhalden                              | Anna Fenninger                                    | Aurélie Revillet                                   |
| 2006 Région de Québec, Canada       | Super G         | Anna Fenninger                                    | Camilla Borsotti                                  | Hilary Longhini                                    |
| 2006 Région de Québec, Canada       | Géant           | Tina Weirather                                    | Carolin Fersebner                                 | Eva-Maria Brem                                     |
| 2006 Région de Québec, Canada       | Slalom          | Maria Pietilä Holmner                             | Kathrin Triendl                                   | Nina Løseth                                        |
| 2007 Altenmarkt, Autriche           | Descente        | Tina Weirather                                    | Lara Gut                                          | Nicole Schmidhofer                                 |
| 2007 Altenmarkt, Autriche           | Super G         | Nicole Schmidhofer                                | Tina Weirather                                    | Eva-Maria Brem                                     |
| 2007 Altenmarkt, Autriche           | Géant           | Nicole Schmidhofer                                | Tina Weirather                                    | Eva-Maria Brem                                     |
| 2007 Altenmarkt, Autriche           | Slalom          | Ilka Štuhec                                       | Katharina Dürr                                    | Simone Streng                                      |
| 2008 Formigal, Espagne              | Descente        | Ilka Štuhec                                       | Lara Gut                                          | Viktoria Rebensburg                                |
| 2008 Formigal, Espagne              | Super G         | Viktoria Rebensburg                               | Anna Fenninger                                    | Stefanie Moser                                     |
| 2008 Formigal, Espagne              | Géant           | Anna Fenninger                                    | Viktoria Rebensburg                               | Tessa Worley                                       |
| 2008 Formigal, Espagne              | Slalom          | Bernadette Schild                                 | Célina Hangl                                      | Nastasia Noëns                                     |
| 2008 Formigal, Espagne              | Combiné         | Anna Fenninger                                    | Larisa Yurkiw                                     | Eva-Maria Brem                                     |
| 2009 Garmisch, Allemagne            | Descente        | Marine Gauthier                                   | Lotte Smiseth Sejersted                           | Nicole Schmidhofer                                 |
| 2009 Garmisch, Allemagne            | Super G         | Viktoria Rebensburg                               | Mariella Voglreiter                               | Anna Fenninger                                     |
| 2009 Garmisch, Allemagne            | Géant           | Viktoria Rebensburg                               | Tina Weirather                                    | Karin Hackl                                        |
| 2009 Garmisch, Allemagne            | Slalom          | Denise Feierabend                                 | Bernadette Schild                                 | Nina Løseth                                        |
| 2009 Garmisch, Allemagne            | Combiné         | Federica Brignone                                 | Karin Hackl                                       | Elena Curtoni                                      |
| 2010 Mont-Blanc, France             | Descente        | Jéromine Géroudet                                 | Jessica Depauli                                   | Lotte Smiseth Sejersted                            |
| 2010 Mont-Blanc, France             | Super G         | Marine Gauthier                                   | Jéromine Géroudet                                 | Michelle Morik                                     |
| 2010 Mont-Blanc, France             | Géant           | Mona Løseth                                       | Lena Dürr                                         | Federica Brignone                                  |
| 2010 Mont-Blanc, France             | Slalom          | Christina Geiger                                  | Mona Løseth                                       | Sara Hector                                        |
| 2010 Mont-Blanc, France             | Combiné         | Mona Løseth                                       | Lotte Smiseth Sejersted                           | Jessica Depauli                                    |
| 2011 Crans-Montana, Suisse          | Descente        | Lotte Smiseth Sejersted                           | Wendy Holdener                                    | Cornelia Hütter                                    |
| 2011 Crans-Montana, Suisse          | Super G         | Elena Curtoni                                     | Jasmin Rothmund                                   | Cornelia Hütter                                    |
| 2011 Crans-Montana, Suisse          | Géant           | Sara Hector                                       | Lisa Magdalena Agerer                             | Wendy Holdener                                     |
| 2011 Crans-Montana, Suisse          | Slalom          | Jessica Depauli                                   | Anna Swenn-Larsson                                | Mikaela Shiffrin                                   |
| 2011 Crans-Montana, Suisse          | Combiné         | Wendy Holdener                                    | Andrea Thürler                                    | Joana Hählen                                       |
| 2012 Roccaraso, Italie              | Descente        | non attribué                                      | non attribué                                      | non attribué                                       |
| 2012 Roccaraso, Italie              | Super G         | Annie Winquist                                    | Joana Hählen                                      | Ragnhild Mowinckel                                 |
| 2012 Roccaraso, Italie              | Géant           | Ragnhild Mowinckel                                | Sara Hector                                       | Adeline Baud                                       |
| 2012 Roccaraso, Italie              | Slalom          | Stephanie Brunner                                 | Pauline Grassl                                    | Petra Vlhová                                       |
| 2012 Roccaraso, Italie              | Combiné         | Ragnhild Mowinckel                                | Annie Winquist                                    | Corinne Suter                                      |
| 2013 Région de Québec, Canada       | Descente        | Jennifer Piot                                     | Stephanie Venier                                  | Romane Miradoli                                    |
| 2013 Région de Québec, Canada       | Super G         | Stephanie Venier                                  | Corinne Suter                                     | Rosina Schneeberger                                |
| 2013 Région de Québec, Canada       | Géant           | Lisa-Maria Zeller                                 | Ragnhild Mowinckel                                | Romane Miradoli                                    |
| 2013 Région de Québec, Canada       | Slalom          | Magdalena Fjällström                              | Michelle Gisin                                    | Adeline Baud                                       |
| 2013 Région de Québec, Canada       | Combiné         | Ragnhild Mowinckel                                | Maria Therese Tviberg                             | Adeline Baud                                       |
| 2014 Jasná, Slovaquie               | Descente        | Corinne Suter                                     | Stephanie Venier                                  | Rosina Schneeberger                                |
| 2014 Jasná, Slovaquie               | Super G         | Corinne Suter                                     | Nora Grieg Christensen (it)                       | Kerstin Nicolussi (it)                             |
| 2014 Jasná, Slovaquie               | Géant           | Marta Bassino                                     | Karoline Pichler                                  | Rosina Schneeberger                                |
| 2014 Jasná, Slovaquie               | Slalom          | Petra Vlhová                                      | Charlotta Säfvenberg                              | Marina Wallner                                     |
| 2014 Jasná, Slovaquie               | Combiné         | Elisabeth Kappaurer                               | Lisa Blomqvist (it)                               | Marina Wallner                                     |
| 2015 Hafjell, Norvège               | Descente        | Mina Fürst Holtmann                               | Maria Therese Tviberg                             | Nicol Delago                                       |
| 2015 Hafjell, Norvège               | Super G         | Federica Sosio                                    | Mina Fürst Holtmann                               | Rahel Kopp                                         |
| 2015 Hafjell, Norvège               | Géant           | Nina Ortlieb                                      | Stephanie Brunner                                 | Valérie Grenier                                    |
| 2015 Hafjell, Norvège               | Slalom          | Paula Moltzan                                     | Marlene Schmotz                                   | Katharina Truppe                                   |
| 2015 Hafjell, Norvège               | Combiné         | Rahel Kopp                                        | Romane Miradoli                                   | Mina Fürst Holtmann                                |
| 2016 Sotchi, Russie                 | Descente        | Valérie Grenier                                   | Beatrice Scalvedi                                 | Nicol Delago                                       |
| 2016 Sotchi, Russie                 | Super G         | Nina Ortlieb                                      | Valérie Grenier                                   | Verena Gasslitter                                  |
| 2016 Sotchi, Russie                 | Géant           | Jasmina Suter                                     | Riikka Honkanen                                   | Mélanie Meillard                                   |
| 2016 Sotchi, Russie                 | Slalom          | Elisabeth Willibald                               | Katharina Gallhuber                               | Katharina Huber                                    |
| 2016 Sotchi, Russie                 | Combiné         | Aline Danioth                                     | Katrin Hirtl-Stanggaßinger (de)                   | Saša Brezovnik (sl)                                |
| 2017 Åre, Suède                     | Descente        | Alice Merryweather                                | Katja Grossmann (it)                              | Kira Weidle                                        |
| 2017 Åre, Suède                     | Super G         | Nadine Fest                                       | Franziska Gritsch                                 | Dajana Dengscherz (de)                             |
| 2017 Åre, Suède                     | Géant           | Laura Pirovano                                    | Katharina Liensberger                             | Chiara Mair                                        |
| 2017 Åre, Suède                     | Slalom          | Camille Rast                                      | Ali Nullmeyer                                     | Chiara Mair                                        |
| 2017 Åre, Suède                     | Combiné         | Nadine Fest                                       | Meta Hrovat                                       | Franziska Gritsch                                  |
| 2018 Davos, Suisse                  | Descente        | Kajsa Vickhoff Lie                                | Juliana Suter                                     | Julia Pleshkova                                    |
| 2018 Davos, Suisse                  | Super G         | Kajsa Vickhoff Lie                                | Franziska Gritsch                                 | Stephanie Jenal                                    |
| 2018 Davos, Suisse                  | Géant           | Julia Scheib                                      | Katharina Liensberger                             | Riikka Honkanen                                    |
| 2018 Davos, Suisse                  | Slalom          | Meta Hrovat                                       | Franziska Gritsch                                 | Aline Danioth                                      |
| 2018 Davos, Suisse                  | Combiné         | Aline Danioth                                     | Meta Hrovat                                       | Franziska Gritsch                                  |
| 2019 Val di Fassa, Italie           | Descente        | Juliana Suter                                     | Noémie Kolly                                      | Lisa Grill                                         |
| 2019 Val di Fassa, Italie           | Super G         | Hannah Sæthereng                                  | Julia Scheib                                      | Lindy Etzensperger                                 |
| 2019 Val di Fassa, Italie           | Géant           | Alice Robinson                                    | Camille Rast                                      | Kaja Norbye                                        |
| 2019 Val di Fassa, Italie           | Slalom          | Meta Hrovat                                       | Aline Danioth                                     | Elsa Håkansson-Fermbäck                            |
| 2019 Val di Fassa, Italie           | Combiné         | Nicole Good                                       | Kaja Norbye                                       | Ida Dannewitz                                      |
| 2020 Narvik, Norvège                | Descente        | Magdalena Egger                                   | Lisa Grill                                        | Monica Zanoner                                     |
| 2020 Narvik, Norvège                | Super G         | Magdalena Egger                                   | Lisa Grill                                        | Karen Smadja-Clément                               |
| 2020 Narvik, Norvège                | Géant           | Sara Rask                                         | Neja Dvornik                                      | Kaja Norbye                                        |
| 2020 Narvik, Norvège                | Slalom          | annulé                                            | annulé                                            | annulé                                             |
| 2020 Narvik, Norvège                | Combiné         | Magdalena Egger                                   | Lisa Grill                                        | Keely Cashman                                      |
| 2021 Bansko, Bulgarie               | Descente        | annulée                                           | annulée                                           | annulée                                            |
| 2021 Bansko, Bulgarie               | Super G         | Lena Wechner                                      | Magdalena Kappaurer                               | Magdalena Egger                                    |
| 2021 Bansko, Bulgarie               | Géant           | Hanna Aronsson Elfman                             | Marte Monsen                                      | Neja Dvornik                                       |
| 2021 Bansko, Bulgarie               | Slalom          | Sophie Mathiou                                    | Moa Boström Müssener                              | A J Hurt                                           |
| 2021 Bansko, Bulgarie               | Combiné         | annulé                                            | annulé                                            | annulé                                             |
| 2022 Panorama Mountain (en), Canada | Descente        | Magdalena Egger                                   | Emma Aicher                                       | Lauren Macuga                                      |
| 2022 Panorama Mountain (en), Canada | Super G         | Magdalena Egger                                   | Ava Sunshine Jemison                              | Victoria Olivier                                   |
| 2022 Panorama Mountain (en), Canada | Géant           | Magdalena Egger                                   | Emma Aicher                                       | Zrinka Ljutić                                      |
| 2022 Panorama Mountain (en), Canada | Slalom          | Zrinka Ljutić                                     | Emma Aicher                                       | Moa Boström Müssener                               |
| 2022 Panorama Mountain (en), Canada | Combiné         | Marie Lamure                                      | Magdalena Egger                                   | Aline Höpli                                        |
| 2023 Saint-Anton, Autriche          | Descente        | Stefanie Grob                                     | Vicky Bernardi                                    | Pernille Dyrstad Lydersen                          |
| 2023 Saint-Anton, Autriche          | Super G         | Lara Colturi                                      | Stefanie Grob                                     | Alice Calaba                                       |
| 2023 Saint-Anton, Autriche          | Géant           | Hanna Aronsson Elfman                             | Stefanie Grob                                     | Lara Colturi                                       |
| 2023 Saint-Anton, Autriche          | Slalom          | Hanna Aronsson Elfman                             | Janine Mächler                                    | Beatrice Sola                                      |
| 2023 Saint-Anton, Autriche          | Combiné         | Suisse Janine Mächler Stefanie Grob               | Allemagne Elina Lipp Emma Aicher                  | Italie Beatrice Sola Alice Calaba                  |
| 2024 Portes du Soleil, France       | Descente        | Victoria Olivier (de)                             | Malorie Blanc                                     | Rosa Pohjolainen                                   |
| 2024 Portes du Soleil, France       | Super G         | Malorie Blanc                                     | Viktoria Bürgler (de)                             | Nicole Eibl (it)                                   |
| 2024 Portes du Soleil, France       | Géant           | Britt Richardson                                  | Stefanie Grob                                     | Lara Colturi                                       |
| 2024 Portes du Soleil, France       | Slalom          | Dženifera Ģērmane                                 | Anuk Brändli (it)                                 | Cornelia Öhlund                                    |
| 2024 Portes du Soleil, France       | Combiné         | Suisse Malorie Blanc Anuk Brändli (de)            | Autriche Viktoria Bürgler (de) Natalie Falch (it) | Suisse Stefanie Grob Janine Maechler (de)          |
| 2025 Tarvisio, Italie               | Descente        | Stefanie Grob                                     | Jasmin Mathis (it)                                | Garance Meyer                                      |
| 2025 Tarvisio, Italie               | Super G         | Jasmin Mathis (it)                                | Leonie Zegg (it)                                  | Sara Thaler (it)                                   |
| 2025 Tarvisio, Italie               | Géant           | Giorgia Collomb                                   | Stefanie Grob                                     | Elisabeth Bocock (it)                              |
| 2025 Tarvisio, Italie               | Slalom          | Cornelia Öhlund                                   | Leonie Raich (de)                                 | Natalie Falch (it)                                 |
| 2025 Tarvisio, Italie               | Combiné         | Autriche Viktoria Bürgler (de) Natalie Falch (it) | Suède Liza Backlund (it) Moa Landström (it)       | Autriche Emilia Herzgsell (it) Elena Riederer (it) |

## Tableau des médailles par nations
Tableau mis à jour le 27 février 2025
| Rang  | Nation               | Or  | Argent | Bronze | Total |
| ----- | -------------------- | --- | ------ | ------ | ----- |
| 1     | Autriche             | 93  | 104    | 92     | 289   |
| 2     | Suisse               | 63  | 59     | 46     | 168   |
| 3     | Italie               | 47  | 41     | 40     | 128   |
| 4     | Norvège              | 30  | 33     | 33     | 96    |
| 5     | États-Unis           | 29  | 23     | 22     | 74    |
| 6     | France               | 26  | 20     | 35     | 81    |
| 7     | Suède                | 24  | 20     | 16     | 60    |
| 8     | Allemagne            | 23  | 31     | 23     | 77    |
| 9     | Slovénie             | 15  | 15     | 14     | 44    |
| 10    | Canada               | 11  | 11     | 14     | 36    |
| 11    | Yougoslavie          | 7   | 6      | 6      | 19    |
| 12    | Russie               | 3   | 5      | 7      | 15    |
| 13    | Slovaquie            | 3   | 1      | 1      | 5     |
| 14    | Finlande             | 2   | 5      | 8      | 15    |
| 15    | Liechtenstein        | 2   | 4      | 1      | 7     |
| 16    | République tchèque   | 2   | 2      | 6      | 10    |
| 17    | Croatie              | 2   | 2      | 5      | 9     |
| 18    | Japon                | 1   | 2      | 2      | 5     |
| 19    | Albanie              | 1   | 0      | 2      | 3     |
| 20    | Bulgarie             | 1   | 0      | 1      | 2     |
| 20    | Nouvelle-Zélande     | 1   | 0      | 1      | 2     |
| 20    | Lettonie             | 1   | 0      | 0      | 1     |
| 23    | Espagne              | 0   | 2      | 1      | 3     |
| 24    | Union soviétique     | 0   | 1      | 1      | 2     |
| 25    | Royaume-Uni          | 0   | 1      | 0      | 1     |
| 26    | Belgique             | 0   | 0      | 3      | 3     |
| 27    | Serbie-et-Monténégro | 0   | 0      | 2      | 2     |
| 28    | Chili                | 0   | 0      | 1      | 1     |
| Total | Total                | 387 | 388    | 383    | 1158  |